# Frank J. Urioste
Frank J. Urioste, né le 28 avril 1938 à Los Angeles, est un monteur américain.

## Biographie
Frank J. Urioste a appris le métier de monteur avec Ralph E. Winters. Il a été nommé trois fois à l'Oscar du meilleur montage, pour RoboCop, Piège de cristal et Basic Instinct.

## Filmographie

### Cinéma
- 1969 : Qu'est-il arrivé à tante Alice ? (What Ever Happened to Aunt Alice?) de Lee H. Katzin
- 1971 : Pas d'orchidées pour miss Blandish (The Grissom Gang) de Robert Aldrich
- 1972 : Get to Know Your Rabbit de Brian De Palma
- 1974 : Du sang dans la poussière (The Spikes Gang) de Richard Fleischer
- 1976 : La Bataille de Midway (Midway) de Jack Smight
- 1977 : Les Survivants de la fin du monde (Damnation Alley) de Jack Smight
- 1978 : The Boys in Company C de Sidney J. Furie
- 1980 : L'Amour à quatre mains (Loving Couples) de Jack Smight
- 1982 : L'Emprise de Sidney J. Furie
- 1983 : Amityville 3D : Le Démon (Amityville 3-D) de Richard Fleischer
- 1984 : Conan le Destructeur (Conan the Destroyer) de Richard Fleischer
- 1985 : Kalidor de Richard Fleischer
- 1986 : Hitcher de Robert Harmon
- 1987 : RoboCop de Paul Verhoeven
- 1988 : Piège de cristal (Die Hard) de John McTiernan
- 1989 : Road House de Rowdy Herrington
- 1990 : Total Recall de Paul Verhoeven
- 1992 : Basic Instinct de Paul Verhoeven
- 1993 : Cliffhanger : Traque au sommet (Cliffhanger) de Renny Harlin
- 1993 : Tombstone de George Pan Cosmatos
- 1994 : Terminal Velocity de George Pan Cosmatos
- 1995 : L'Île aux pirates (Cutthroat Island) de Renny Harlin
- 1996 : Ultime Décision (Executive Decision) de Stuart Baird
- 1997 : Complots (Conspiracy Theory) de Richard Donner
- 1998 : L'Arme fatale 4 (Lethal Weapon 4) de Richard Donner
- 1999 : Peur bleue (Deep Blue Sea) de Renny Harlin

### Télévision
- 1960 : Le Grand Prix (National Velvet) (épisodes "Edwina's Escapade" et "The Drought ") (non crédité)
- 1978 : Roll of Thunder, Hear My Cry (téléfilm) de Jack Smight
- 1979 : I Know Why the Caged Bird Sings (téléfilm) de Fielder Cook